# Roxbert Martin
Roxbert Martin (ur. 5 listopada 1969) – jamajski lekkoatleta, zawodnik startujący na dystansie 400 metrów.
Został wybrany do sztafety Jamajki na dystansie 4x400 m na letnich igrzyskach olimpijskich w Atlancie, gdzie zdobył brązowy medal. 
W 1994 wywalczył srebrny medal igrzysk Wspólnoty Narodów w konkurencji sztafety 4x400 m, rok później zaś w tej samej konkurencji otrzymał srebrny medal igrzysk panamerykańskich. W 1998 roku był członkiem sztafety która zdobyła złoty medal na Igrzyskach Wspólnoty Brytyjskiej w Kuala Lumpur, rezultat uzyskany przez jamajską sztafetę w biegu finałowym (2:59,03) jest aktualnym rekordem tych zawodów. Podczas pucharu świata (Johannesburg 1998) zajął trzecie miejsce w sztafecie 4x400 metrów. 
W startach indywidualnych na 400 metrów jego największymi sukcesami są: szóste miejsce na igrzyskach olimpijskich (Atlanta 1996) oraz piąta lokata podczas halowych mistrzostw świata (Maebashi 1999).

## Rekordy życiowe
- bieg na 400 m –  44,49 21 czerwca 1997 Kingston (były Rekord Jamajki)